# Phoroncidia umbrosa
Phoroncidia umbrosa là một loài nhện trong họ Theridiidae.
Loài này thuộc chi Phoroncidia. Phoroncidia umbrosa được Hercule Nicolet miêu tả năm 1849.